# Pędruś chwastowiec
Pędruś chwastowiec (Holotrichapion aethiops) – gatunek chrząszcza z rodziny pędrusiowatych i podrodziny Apioninae. Zamieszkuje Europę, zachód Azji i zachód Afryki Północnej. Żeruje na wykach.

## Taksonomia
Gatunek ten opisany został po raz pierwszy w 1797 roku przez Johanna F.W. Herbsta pod nazwą Apion aethiops. W połowie XX wieku klasyfikowany był w podrodzaju nominatywnym rodzaju Apion. W 1990 roku Jean-Marie Ehret wyznaczył go gatunkiem typowym nowego podrodzaju Legaricapion w obrębie rodzaju Holotrichapion.

## Morfologia
Chrząszcz o ciele długości od 1,9 do 2,7 mm. Ubarwienie ma czarne z ciemnoniebieskimi do czarniawych, słabo połyskującymi pokrywami.
Wąska głowa ma wydłużone, słabo wysklepione i nieznacznie poza jej obrys wystające oczy, zatarte i nie przekraczające przednich ich krawędzi kile podoczne, co najwyżej niewyraźnie punktowane ciemię oraz pozbawioną poprzecznej listewki gulę. O niemal połowę od podstawy ryjka węższe czoło ma niepunktowane i nagie rowki środkowe oraz punktowane i owłosione rowki po bokach; punktowanie na czole jest drobne i nieregularne. Ryjek jest ku przodowi nieco zwężony, nieposzerzony przy nasadach czułków. U samca jest on krótszy niż głowa i przedplecze mierzone razem, niemal walcowaty, bardzo nieznacznie zakrzywiony, aż po wierzchołek matowy wskutek drobnego i gęstego punktowania. U samicy ryjek jest tak długi jak głowa i przedplecze razem wzięte, na krótkim odcinku nasadowym ku przodowi lekko zwężony i dalej już prawie po szczyt walcowaty, zakrzywiony mocniej niż u płci przeciwnej, całkowicie matowy w części tylnej, a w części wierzchołkowej mimo drobnego i gęstego punktowania lekko połyskujący.
Przedplecze zazwyczaj jest tak szerokie jak długie, rzadko trochę szersze niż dłuższe, w zarysie prawie kwadratowe, o bokach równoległych lub nieznacznie zaokrąglonych i ku przodowi zbieżnych. Powierzchnię ma przeciętnie gęsto, skąpiej niż u H. gracilicolle pokrytą punktami, które to są dość grube i płytkie. W tyle przedplecza bruzda środkowa jest co najwyżej śladowo obecna. Wymiary przedplecza w stosunku do pokryw są większe niż u H. gracilicolle. Mała, trójkątna tarczka ma pozbawioną punktów powierzchnię. Pokrywy są w zarysie owalne i mocno ku tyłowi rozszerzone, silnie sklepione, pękate. Międzyrzędy są szerokie i zazwyczaj płaskie. Na szczycie pokrywy rząd trzeci łączy się z ósmym. Na każdej pokrywie wyrastają dwie szczecinki wyspecjalizowane, jedna w tylnej ⅓ międzyrzędu siódmego, a druga na końcu międzyrzędu dziewiątego. Odnóża są chude, o smuklejszych niż u pędrusia lucernowca czy H. gracilicolle stopach.

## Ekologia i występowanie
Owad rozmieszczony od nizin po niższe położenia w górach. Zasiedla łąki, pola, ugory, stanowiska ruderalne, przydroża, zarośla i prześwietlone lasy. Zarówno larwy, jak i postacie dorosłe są monofagicznymi fitofagami bobowatych z rodzaju wyka. Stwierdzono ich żerowanie na wykach: płotowej, ptasiej, siewnej, wąskolistnej i Vicia pyrenaica. Endofagiczne larwy przechodzą rozwój wewnątrz pędów, prowadząc do formowania się na nich nieznacznych nabrzmiałości o wymiarach około 2 x 7 mm, w których to następuje również ich przepoczwarczenie. Aktywne osobniki dorosłe obserwuje się od kwietnia do września. Często widywane są podczas wygrzewania się na elewacjach budynków i murach.
Gatunek palearktyczny, w Europie znany z Portugalii, Hiszpanii, Irlandii, Wielkiej Brytanii, Francji, Luksemburga, Holandii, Niemiec, Austrii, Włoch, Danii, Szwecji, Norwegii, Finlandii, Estonii, Łotwy, Litwy, Polski, Czech, Słowacji, Węgier, Ukrainy, Rumunii, Bułgarii, Grecji oraz europejskich części Rosji, w Afryce Północnej z Maroka, Algierii i Tunezji, a w Azji z syberyjskiej części Rosji, Gruzji, Azerbejdżanu i Syrii. W Europie Środkowej, w tym w Polsce jest owadem pospolitym.